# Ludwig Gengnagel
Ludwig Gengnagel (* 8. Juli 1881 in Basrur, Indien; † 23. November 1964 in Ludwigsburg) war ein deutscher Lehrer.

## Leben
Gengnagel wurde als Sohn eines Missionarsehepaars geboren. Paul Gengnagel war sein jüngerer Bruder. Mit sechs Jahren besuchte Ludwig Gengnagel ein Internat der Basler Mission. Nach der Schule wurde er Lehrer. Im Jahr 1914 nahm er Hanna Wünsch zur Frau; mit ihr hatte er sechs gemeinsame Kinder. In den Jahren 1917 und 1918 musste er als Soldat in den Ersten Weltkrieg ziehen. Im Jahr 1925 wurde er Rektor einer Volksschule im württembergischen Ludwigsburg. Durch einen Konflikt mit dem damaligen NS-Kulturminister wurde er zum Hauptschullehrer degradiert. Der Calwer Verlag brachte von Gengnagel eine Unterrichtshilfe für den Religionsunterricht heraus. Bis in die 1970er Jahre beeinflussten seine Veröffentlichungen das Geschehen im Religionsunterricht.